# Basque Excellence Research Centre
El acrónimo BERC corresponde al término Basque Excellence Research Centre (o en castellano, Centros de Investigación Vascos de Excelencia), una categoría o tipología de centros de investigación auspiciada y financiada por el Gobierno Vasco y enmarcados en la Red Vasca de Ciencia, Tecnología e Innovación.
Los Centros de Investigación Básica y de Excelencia se caracterizan por su vocación de convertirse en puntas de lanza del sistema universitario vasco y del conjunto de la investigación científica realizada en Euskadi, y están llamadas a actuar como nodos europeos de conocimiento conectados con centros ubicados por todo el mundo. Su cometido principal es situar Euskadi en el mapa mundial de la investigación científica en áreas de conocimiento científico que se consideren estratégicas para el país. Así los Centros de Investigación Básica y de Excelencia deben apoyar, impulsar y facilitar el uso de la ciencia, la tecnología y la innovación como herramienta para la mejora de la competitividad del tejido empresarial y el desarrollo social vasco.
En la actualidad tienen esta clasificación y consideración las siguientes 9 instituciones:
- Achucarro Basque Center for Neuroscience
- BC3 - Basque Centre for Climate Change
- BCAM - Basque Center for Applied Mathematics
- BCBL - Basque Center on Cognition, Brain and Language
- DIPC - Donostia Internacional Physics Center
- FBB - Fundación Biofísica Bizkaia
- MPC - Materials Physics Center
- POLYMAT - Basque Center for Macromolecular Design and Engineering[5]
- BCMATERIALS - Fundación BCMaterials-Basque Center for Materials, Applications and Nanostructures